# The Last Emperor (album)
The Last Emperor is de originele soundtrack van de gelijknamige film uit 1987. Het album bevat negen stukken gecomponeerd door Ryuichi Sakamoto, vijf door David Byrne en een van Cong Su. Ook bevat het album een paar incidentele stukken traditionele muziek. In 1988 won de filmmuziek bij de 60ste Oscaruitreiking de Oscar voor beste originele muziek.

## Tracklijst
| Nr. | Titel                                | Artiest(en)                  | Duur |
| --- | ------------------------------------ | ---------------------------- | ---- |
| 1.  | First Coronation                     | Ryuichi Sakamoto             | 1:46 |
| 2.  | Open the Door                        | Ryuichi Sakamoto             | 2:54 |
| 3.  | Where Is Armo?                       | Ryuichi Sakamoto             | 2:26 |
| 4.  | Picking Up Brides                    | Ryuichi Sakamoto             | 2:39 |
| 5.  | The Last Emperor – Theme Variation 1 | Ryuichi Sakamoto             | 2:19 |
| 6.  | Rain (I Want a Divorce)              | Ryuichi Sakamoto             | 1:49 |
| 7.  | The Baby (Was Born Dead)             | Ryuichi Sakamoto             | 0:55 |
| 8.  | The Last Emperor – Theme Variation 2 | Ryuichi Sakamoto             | 4:28 |
| 9.  | The Last Emperor – Theme             | Ryuichi Sakamoto             | 5:54 |
| 10. | Main Title Theme (The Last Emperor)  | David Byrne                  | 4:01 |
| 11. | Picking a Bride                      | David Byrne                  | 2:00 |
| 12. | Bed                                  | David Byrne                  | 5:00 |
| 13. | Wind, Rain, and Water                | David Byrne                  | 2:18 |
| 14. | Paper Emperor                        | David Byrne                  | 1:49 |
| 15. | Lunch                                | Cong Su                      | 4:54 |
| 16. | Red Guard                            | The Red Guard Accordion Band | 1:20 |
| 17. | The Emperor's Waltz                  | The Ball Orchestra of Vienna | 3:06 |
| 18. | The Red Guard Dance                  | The Girls Red Guard Dancers  | 0:39 |

## Personeel
Productie
- Ryuichi Sakamoto – componist, producer, artiest
- David Byrne – componist, producer, artiest, arrangeur, mixer
- Cong Su – componist, artiest
- Gavyn Wright – dirigent
- Aki Ikuta – geassocieerd producer
- Hans Zimmer – geassocieerd producer, programmeur
- Hiro Sugawara – programmeur
- Kayo Itose – productiesecretaris
- Ray Williams – muziekbegeleider
- Kōji Ueno - arrangeur
- Lau Hong Quan – arrangeur
- Yuji Nomi – arrangeur

Technisch
- Hayden Bendall – ingenieur
- Mike Jarratt – ingenieur
- Shinichi Tanaka – ingenieur
- Clive Martin – ingenieur
- Ian Sylvester – ingenieur
- Michio Nakagoshi – ingenieur
- Shigeru Takise – ingenieur
- Greg Fulginiti & Greg Calbi – mastering
- Glen Rosenstein – mixer
- Steve Nye – mixer
- Mark Roule – mixer

## Hitnoteringen

### NPO Klassiek Filmmuziek Top 200
| The Last Emperor in de NPO Klassiek Filmmuziek Top 200 | The Last Emperor in de NPO Klassiek Filmmuziek Top 200 | The Last Emperor in de NPO Klassiek Filmmuziek Top 200 | The Last Emperor in de NPO Klassiek Filmmuziek Top 200 |
| Jaar                                                   | 2024                                                   | 2025                                                   |                                                        |
| ------------------------------------------------------ | ------------------------------------------------------ | ------------------------------------------------------ | ------------------------------------------------------ |
| Positie                                                | 137                                                    | 153                                                    |                                                        |

## Prijzen en nominaties
| Jaar | Prijs                       | Categorie                                                                                       | Genomineerde(n)                          | Uitslag     |
| ---- | --------------------------- | ----------------------------------------------------------------------------------------------- | ---------------------------------------- | ----------- |
| 1988 | Academy Awards (Oscars)     | Beste originele muziek                                                                          | Ryuichi Sakamoto, David Byrne en Cong Su | Gewonnen    |
| 1988 | Golden Globe Awards         | Beste filmmuziek                                                                                | Ryuichi Sakamoto, David Byrne en Cong Su | Gewonnen    |
| 1989 | British Academy Film Awards | Best Original Score                                                                             | Ryuichi Sakamoto, David Byrne en Cong Su | Genomineerd |
| 1989 | Grammy Awards               | Best Album or Original Instrumental Background Score Written for a Motion Picture or Television | Ryuichi Sakamoto, David Byrne en Cong Su | Gewonnen    |